# Torsten Uggla
Torsten Uggla, född 27 april 1869 i Lund, död där 17 april 1923, var en svensk jurist. Han tillhörde ätten Uggla och var far till Erik Uggla.

## Biografi
Uggla blev student vid Lunds universitet 1889 och avlade hovrättsexamen 1892. Han blev vice auditör vid Västmanlands regemente i Västerås 1894 och auditör 1902, ombudsman vid Sparbanken i Lund samma år, auditör vid Södra skånska infanteriregementet i Revingehed 1904 och vid samma regementes krigsrätt 1916, vice krigsdomare där samt vid Kronprinsens husarregementes i Malmö och Skånska dragonregementets i Ystad krigsrätter 1917.
Uggla var ledamot av styrelsen för Sydsvenska kreditaktiebolagets kontor i Lund  från 1914, styrelseledamot och sekreterare i Skånska sparbanksföreningen från 1916 samt ledamot av Lunds stadsfullmäktige 1912–1919. Han utgav åtskilliga arbeten med biografiskt innehåll.
Uggla är begraven på Sankt Peters Klosters kyrkogård i Lund.

## Filmografi
- 1920 – Lunda-indianer